# Muschio chetone
Muschio chetone è il nome commerciale di un muschio sintetico nitroaromatico, caratterizzato da un odore dolce, persistente, con leggeri sentori di muschio animale.
Il composto è stato uno dei primi muschi sintetici nitroaromatici, e ha avuto un notevole successo commerciale, ampiamente utilizzato come fragranza in prodotti da bagno, cosmetici e profumi. Nel 1998 in Europa ne sono state lavorate 40 tonnellate. In profumeria è stato uno dei componenti di profumi famosi; alcuni esempi sono Chanel Nº 5 (Chanel, 1921), e Habit Rouge (Guerlain,1963).
A partire dagli anni 90 del secolo scorso l'uso di muschi nitroaromatici è andato declinando, e l'Unione Europea ha vietato l'impiego in cosmetica della maggior parte di questi composti. Il muschio chetone è l'unico muschio nitroaromatico ancora in uso in quanto risultato tossicologicamente innocuo.

## Storia
La prima sintesi del muschio chetone è in genere attribuita ad Albert Baur, che lo avrebbe ottenuto nel 1894, pochi anni dopo la sintesi nel 1888 del muschio Baur, capostipite della famiglia dei muschi sintetici nitroaromatici. Un esame approfondito della letteratura brevettuale indica tuttavia che il primo brevetto per la sintesi del muschio chetone è del 1893 a nome del chimico e imprenditore olandese Willem Mallmann.

## Sintesi e proprietà
La sintesi del muschio chetone è schematizzata nella figura seguente. Dapprima il 1,3-dimetil-5-tert-butilbenzene viene acetilato con una reazione di Friedel-Crafts, e quindi il prodotto intermedio viene nitrato. La soglia olfattiva di muschio chetone è 0,1 ng/L in aria.

Schema della sintesi del muschio chetone